# Бинг, Дэйв
Дэ́вид «Дэйв» Бинг (англ. David "Dave" Bing; родился 24 ноября 1943 года в Вашингтоне, Округ Колумбия, США) — американский профессиональный баскетболист, предприниматель, в 2009—2013 годах занимал пост мэра Детройта.
После окончания Университета Сиракьюса в 1966 году Бинг был выбран под вторым номером на драфте НБА клубом «Детройт Пистонс», в котором провёл большую часть своей карьеры, также выступал за «Вашингтон Буллетс» и «Бостон Селтикс». В НБА Бинг провёл 12 сезонов, признавался лучшим новичком 1967 года, семь раз принимал участие в Матче всех звёзд НБА, в 1990 году был принят в Зал славы баскетбола, в 1996 году был включён в символическую сборную 50 величайших игроков в истории НБА и 75 величайших игроков НБА. После завершения карьеры Бинг успешно занимался предпринимательской деятельностью, а в мае 2009 года был избран мэром Детройта.

## Биография

### Баскетбольная карьера
Дэйв Бинг родился и вырос в Вашингтоне. В пять лет он гвоздём повредил левый глаз, поскольку его отец был простым каменщиком и не имел страховки, семья не смогла позволить себе операцию, рана зажила сама, но с тех пор Бинг плохо видел левым глазом. Это не помешало ему стать баскетбольной звездой в команде старшей школы Спингарн, которую он в 1961 году приводил к победе на чемпионате города. В 1962 году журнал Parade включил Бинга в символическую сборную США среди школьников.
В том же году 1962 году Бинг поступил в университет Сиракьюса. На первом курсе он делил комнату в общежитии с Джимом Бохеймом, которого позже также приняли в Зал славы баскетбола, но как тренера. На протяжении всех четырёх лет учёбы в колледже Бинг был лидером университетской баскетбольной команды, на четвёртом курсе он стал пятым по результативности среди игроков студенческого чемпионата и был включён в символическую сборную лучших игроков США среди студентов.
После успешной карьеры в студенческом баскетболе Бинг был выбран на драфте НБА клубом «Детройт Пистонс». С первого же сезона он стал лидером атак команды и в следующие девять сезонов был наиболее ярким её игроком. В дебютном сезоне Бинг, играя на позиции атакующего защитника, в среднем за игру набирал 20 очков, делал 4,5 подбора и 4,1 передачи, по итогам сезона он был признан лучшим новичком сезона. В следующем сезоне Бинг набрал больше всех очков в НБА — 2142, но по среднему показателю за игру уступил Оскару Робертсону. В 1971 году, в предсезонной игре против «Лос-Анджелес Лейкерс», Бинг получил удар в лицо, в результате которого оказался повреждён его правый глаз. Врачи считали, что эта травма с учётом повреждения левого глаза в детстве, поставит крест на карьере Дэйва, однако он через четыре месяца вернулся в баскетбол и продолжил играть достаточно эффективно, больше сосредоточившись на обороне. По его собственным воспоминаниям в первое время он не различал партнёров, а ориентировался лишь по цвету формы.
В конце карьеры Бинг два сезона провёл за «Вашингтон Буллетс» и один сезон за «Бостон Селтикс». Он семь раз участвовал в Матче всех звёзд НБА (в 1968, 1969, 1971, 1973, 1974, 1975, 1976 годах), в 1976 году был признан самым ценным игроком этого матча, дважды, в 1968 и 1971 годах, Бинга включали в первую символическую сборную лучших игроков сезона, в 1974 году — во вторую сборную. При выдающихся личных достижениях Бинг ни разу не становился чемпионом НБА, за свою карьеру он всего пять раз играл в плей-офф, и каждый раз его команды выбывали на стадии полуфинала конференции.
В 1978 году 34-летний Дэйв Бинг завершил свою баскетбольную карьеру. Всего в НБА он сыграл 901 игру и набрал 18327 очков (в среднем 20,3 за игру). В лучшие годы Бинг был мощным атакующим игроком, терзавшим обороны всех без исключения команд НБА, в Детройте он был плеймейкером, на котором строилась вся игра команды. Джим Бохейм однажды сказал, что Бинг на 40 лет опередил своё время. В 1990 году Бинг был принят в Зал славы баскетбола, в 1996 году на праздновании пятидесятилетия НБА он был включён в число 50 величайших игроков в истории ассоциации. 21-й номер, под которым играл Бинг, был выведен из обращения в «Детройт Пистонс» и навечно закреплён за ним.

### Деятельность после ухода из спорта
Бинг окончил Университет Сиракьюса со степенью бакалавра экономических наук, в 2006 году он получил почётную степень доктора юриспруденции. В самом начале своей карьеры в НБА Бинг устроился работать клерком в Национальный банк Детройта, поскольку зарплаты баскетболиста не хватало для обеспечения семьи. После завершения карьеры баскетболиста Бинг два года работал на складе компании, занимавшейся продажей стали. В 1980 году он основал собственную компанию Bing Steel, нанял четырёх работников, арендовал склад и взял кредитов на четверть миллиона долларов. Через шесть месяцев после открытия компания Бинга обанкротилась и влезла в долги, однако ему удалось наладить бизнес, в частности заключить соглашение с компанией General Motors, и к концу второго года предпринимательской деятельности выручка Bing Steel составляла 4,2 миллиона. Через пять лет выручка компании составляла около 40 миллионов, в ней работало 63 рабочих, а сам Бинг в 1984 получил награду из рук президента Рональда Рейгана, как бизнесмен года среди представителей национальных меньшинств.
К 2009 году компания Бинга, сменившая название на Bing Group, превратилась в серьёзное предприятие, ежегодно продающее стали на 300 миллионов. После избрания Дэйва Бинга мэром компанией стали руководить его дочери.
В октябре 2008 года Бинг объявил, что собирается баллотироваться в мэры Детройта. После скандального ухода в отставку предыдущего мэра, Кваме Килпатрика, в мае 2009 года проводились специальные выборы мэра, на которых Бинг набрал 52 % голосов избирателей, а в ноябре того же года прошли обычные выборы, на которых Бинг вновь одержал победу, набрав 56 % голосов.

## Личная жизнь
Бинг является крестным отцом Джейлена Роуза. В 2020 году Бинг опубликовал свою автобиографию под названием «Attacking the Rim».

## Статистика

### Статистика в НБА
| Сезон                                                                                    | Команда   | Регулярный сезон | Регулярный сезон | Регулярный сезон | Регулярный сезон | Регулярный сезон | Регулярный сезон | Регулярный сезон | Регулярный сезон | Регулярный сезон | Регулярный сезон | Регулярный сезон | Серия плей-офф | Серия плей-офф | Серия плей-офф | Серия плей-офф | Серия плей-офф | Серия плей-офф | Серия плей-офф | Серия плей-офф | Серия плей-офф | Серия плей-офф | Серия плей-офф |
| Сезон                                                                                    | Команда   | GP               | GS               | MPG              | FG%              | 3P%              | FT%              | RPG              | APG              | SPG              | BPG              | PPG              | GP             | GS             | MPG            | FG%            | 3P%            | FT%            | RPG            | APG            | SPG            | BPG            | PPG            |
| ---------------------------------------------------------------------------------------- | --------- | ---------------- | ---------------- | ---------------- | ---------------- | ---------------- | ---------------- | ---------------- | ---------------- | ---------------- | ---------------- | ---------------- | -------------- | -------------- | -------------- | -------------- | -------------- | -------------- | -------------- | -------------- | -------------- | -------------- | -------------- |
| 1966/67                                                                                  | Детройт   | 80               |                  | 34,5             | 43,6             |                  | 73,8             | 4,5              | 4,1              |                  |                  | 20,0             | Не участвовал  | Не участвовал  | Не участвовал  | Не участвовал  | Не участвовал  | Не участвовал  | Не участвовал  | Не участвовал  | Не участвовал  | Не участвовал  | Не участвовал  |
| 1967/68                                                                                  | Детройт   | 79               |                  | 40,6             | 44,1             |                  | 70,7             | 4,7              | 6,4              |                  |                  | 27,1             | 6              |                | 42,3           | 41,0           |                | 73,3           | 4,0            | 4,8            |                |                | 28,2           |
| 1968/69                                                                                  | Детройт   | 77               |                  | 39,5             | 42,5             |                  | 71,3             | 5,0              | 7,1              |                  |                  | 23,4             | Не участвовал  | Не участвовал  | Не участвовал  | Не участвовал  | Не участвовал  | Не участвовал  | Не участвовал  | Не участвовал  | Не участвовал  | Не участвовал  | Не участвовал  |
| 1969/70                                                                                  | Детройт   | 70               |                  | 33,3             | 44,4             |                  | 78,3             | 4,3              | 6,0              |                  |                  | 22,9             | Не участвовал  | Не участвовал  | Не участвовал  | Не участвовал  | Не участвовал  | Не участвовал  | Не участвовал  | Не участвовал  | Не участвовал  | Не участвовал  | Не участвовал  |
| 1970/71                                                                                  | Детройт   | 82               |                  | 37,4             | 46,7             |                  | 79,7             | 4,4              | 5,0              |                  |                  | 27,0             | Не участвовал  | Не участвовал  | Не участвовал  | Не участвовал  | Не участвовал  | Не участвовал  | Не участвовал  | Не участвовал  | Не участвовал  | Не участвовал  | Не участвовал  |
| 1971/72                                                                                  | Детройт   | 45               |                  | 43,0             | 41,4             |                  | 78,5             | 4,1              | 7,0              |                  |                  | 22,6             | Не участвовал  | Не участвовал  | Не участвовал  | Не участвовал  | Не участвовал  | Не участвовал  | Не участвовал  | Не участвовал  | Не участвовал  | Не участвовал  | Не участвовал  |
| 1972/73                                                                                  | Детройт   | 82               |                  | 41,0             | 44,8             |                  | 81,4             | 3,6              | 7,8              |                  |                  | 22,4             | Не участвовал  | Не участвовал  | Не участвовал  | Не участвовал  | Не участвовал  | Не участвовал  | Не участвовал  | Не участвовал  | Не участвовал  | Не участвовал  | Не участвовал  |
| 1973/74                                                                                  | Детройт   | 81               |                  | 38,6             | 43,6             |                  | 81,3             | 3,5              | 6,9              | 1,3              | 0,2              | 18,8             | 7              |                | 44,6           | 42,0           |                | 73,3           | 3,7            | 6,0            | 0,4            | 0,1            | 18,9           |
| 1974/75                                                                                  | Детройт   | 79               |                  | 40,8             | 43,4             |                  | 80,9             | 3,6              | 7,7              | 1,5              | 0,3              | 19,0             | 3              |                | 44,7           | 42,6           |                | 61,5           | 3,7            | 9,7            | 1,7            | 0,0            | 16,0           |
| 1975/76                                                                                  | Вашингтон | 82               |                  | 35,9             | 44,7             |                  | 78,7             | 2,9              | 6,0              | 1,4              | 0,3              | 16,2             | 7              |                | 29,9           | 44,7           |                | 80,0           | 2,6            | 4,0            | 1,0            | 0,3            | 13,7           |
| 1976/77                                                                                  | Вашингтон | 64               |                  | 23,7             | 45,4             |                  | 77,3             | 2,2              | 4,3              | 1,0              | 0,1              | 10,6             | 8              |                | 6,9            | 43,8           |                | 100,0          | 0,8            | 0,6            | 0,0            | 0,1            | 4,0            |
| 1977/78                                                                                  | Бостон    | 80               |                  | 28,2             | 44,9             |                  | 82,4             | 2,7              | 3,8              | 1,0              | 0,2              | 13,6             | Не участвовал  | Не участвовал  | Не участвовал  | Не участвовал  | Не участвовал  | Не участвовал  | Не участвовал  | Не участвовал  | Не участвовал  | Не участвовал  | Не участвовал  |
|                                                                                          | Всего     | 901              |                  | 36,4             | 44,1             |                  | 77,5             | 3,8              | 6,0              | 1,3              | 0,2              | 20,3             | 31             |                | 31,1           | 42,3           |                | 74,8           | 2,7            | 4,3            | 0,6            | 0,2            | 15,4           |
| Наведите курсор мыши на аббревиатуры в заголовке таблицы, чтобы прочесть их расшифровку. |           |                  |                  |                  |                  |                  |                  |                  |                  |                  |                  |                  |                |                |                |                |                |                |                |                |                |                |                |